# عضد الجناح

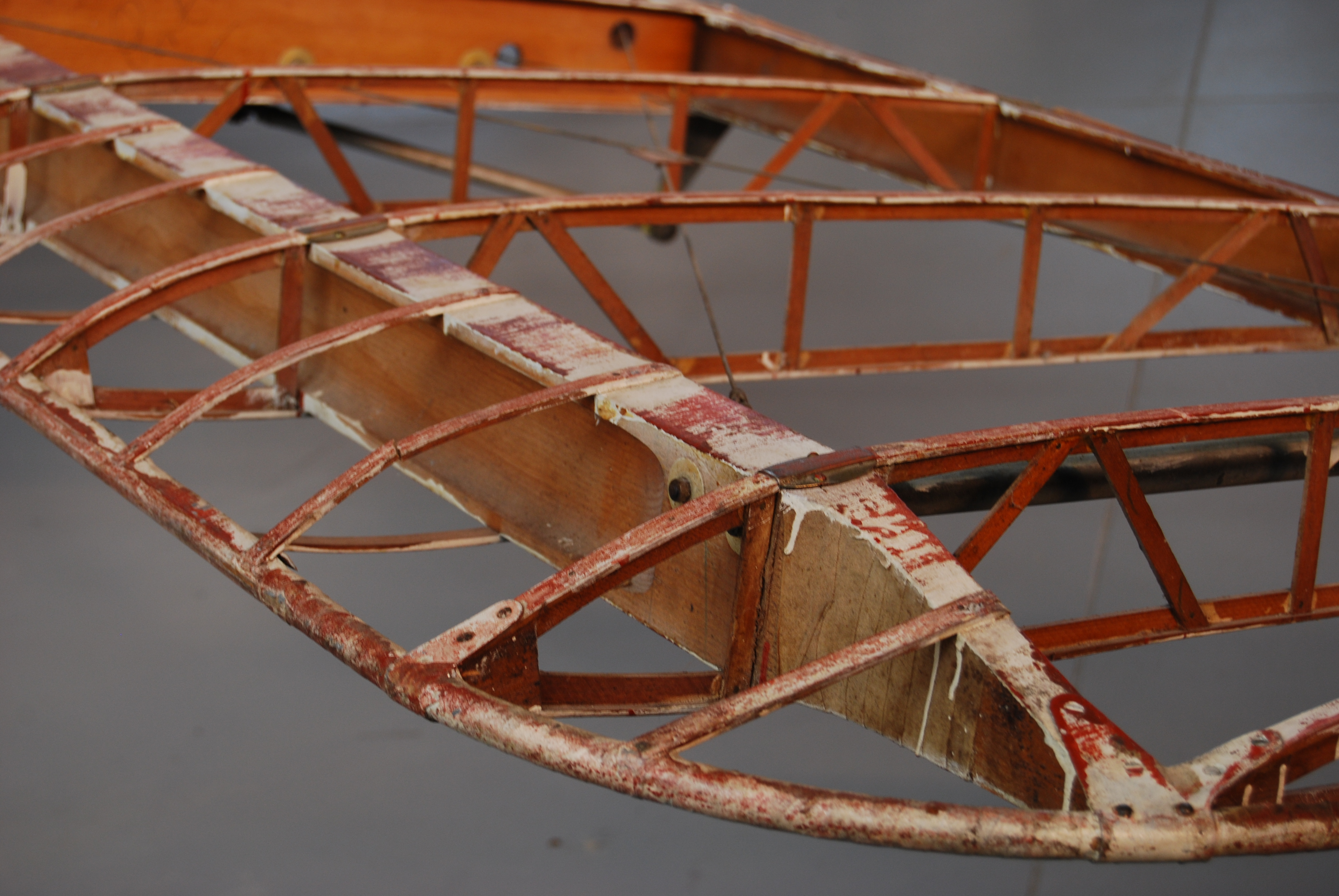
عضد جناج طائرة دي هافيلاند دي إتش.60 موث.

عضد الجناح  في الطائرات ثابتة الجناحين هو الهيكل البنائي الأساسي الذي يتكون منه جناح الطائرة.
تشكل المسافة بين نهايتي عضدي جناحي طائرة ثابتة الجناحين باع الجناح، ويكون عضد الجناح عادة متصلاً بشكل متعامد مع جسم الطائرة.